# Dmytro Sydor
Dmytro Sydor (ur. 29 marca 1955 w Lecowyci) – rusiński działacz społeczny i polityczny, kapłan prawosławny (Ukraińska Cerkiew Prawosławna Patriarchatu Moskiewskiego). Przewodniczący Sejmu Rusinów Podkarpackich, walczy o nadanie autonomii Zakarpaciu w ramach Ukrainy.

## Życiorys
Urodził się w rodzinie kapłana prawosławnego. W latach 1971–1976 studiował na wydziale fizyki Państwowego Uniwersytetu w Użhorodzie. Następnie studiował w prawosławnym seminarium duchownym w Moskwie, które ukończył w 1982.
W latach 1982–1990 był proboszczem w Pereczynie, od 1990 w Użhorodzie.
W 1994 był jednym z organizatorow Użhorodzkiego Związku Cyryla i Metodego, delegatem na IV światowy Zjazd Rusinów w Budapeszcie w 1997 i jednym z organizatorów V Światowego Zjazdu Rusinów w 1999 w Użhorodzie.